# Frank A. Barker
Frank Akeley Barker Jr., né le 26 janvier 1928 à New Haven et mort le 13 juin 1968 à Quảng Ngãi, est un militaire américain.
Il est le commandant de la Task Force Barker (TF Barker), notable pour le massacre de Mỹ Lai en 1968 pendant de la guerre du Viêt Nam.
Frank Barker, mort dans un accident d'hélicoptère avant l'enquête et le procès lié à Mỹ Lai, n'a jamais été poursuivi.